# Onward (Indiana)
Onward est une ville du comté de Cass, situé dans l’État de l’Indiana, aux États-Unis. Sa population s’élevait à 100 habitants lors du recensement de 2010, estimée à 98 habitants en 2017.

## Démographie
| Groupe     | Onward | Indiana | États-Unis |
| ---------- | ------ | ------- | ---------- |
| Blancs     | 98,0   | 84,3    | 72,4       |
| Asiatiques | 2,0    | 1,6     | 4,8        |
| Autres     | 0,0    | 14,7    | 22,8       |
| Total      | 100    | 100     | 100        |

Selon l’American Community Survey, pour la période 2011-2015, 98,44 % de la population âgée de plus de 5 ans déclare parler anglais à la maison, alors que 1,56 % déclare parler l'allemand.